# (1617) Alschmitt
(1617) Alschmitt – planetoida z pasa głównego asteroid okrążająca Słońce w ciągu 5 lat i 261 dni w średniej odległości 3,19 au. Została odkryta 20 marca 1952 roku w Algiers Observatory w Algierze przez Louisa Boyera. Nazwa planetoidy pochodzi od Alfreda Schmitta (1907–1973), francuskiego astronoma. Przed nadaniem nazwy planetoida nosiła oznaczenie tymczasowe (1617) 1952 FB.